# S/2019 S 6
S/2019 S 6 es un satélite natural de Saturno. Su descubrimiento fue anunciado por Edward Ashton y Brett J. Gladman el 8 de mayo de 2023 a partir de observaciones realizadas entre el 3 de julio de 2019 y el 8 de julio de 2021.
S/2019 S 6 tiene un diámetro aproximado de 4 kilómetros y orbita Saturno a una distancia promedio de 18.050 Gm en 905.41 días, con una inclinación de 49.6° y una excentricidad de 0.040. S/2019 S 6 forma parte del grupo Inuit y podría ser un fragmento de Siarnaq.